# Savanna (Oklahoma)
Savanna és un poble dels Estats Units a l'estat d'Oklahoma. Segons el cens del 2000 tenia 730 habitants.

## Demografia
Segons el cens del 2000, Savanna tenia 730 habitants, 294 habitatges, i 211 famílies. La densitat de població era de 201,3 habitants per km².
Dels 294 habitatges en un 32,3% hi vivien nens de menys de 18 anys, en un 54,8% hi vivien parelles casades, en un 12,6% dones solteres, i en un 28,2% no eren unitats familiars. En el 25,9% dels habitatges hi vivien persones soles l'11,9% de les quals corresponia a persones de 65 anys o més que vivien soles. El nombre mitjà de persones vivint en cada habitatge era de 2,48 i el nombre mitjà de persones que vivien en cada família era de 2,94.
Per edats la població es repartia de la següent manera: un 24,5% tenia menys de 18 anys, un 7,7% entre 18 i 24, un 27,9% entre 25 i 44, un 24,9% de 45 a 60 i un 14,9% 65 anys o més.
L'edat mediana era de 39 anys. Per cada 100 dones de 18 o més anys hi havia 96,1 homes.
La renda mediana per habitatge era de 28.015 $ i la renda mediana per família de 35.139 $. Els homes tenien una renda mediana de 25.568 $ mentre que les dones 21.042 $. La renda per capita de la població era de 13.575 $. Entorn del 14,1% de les famílies i el 14,9% de la població estaven per davall del llindar de pobresa.

## Poblacions més properes
El següent diagrama mostra les poblacions més properes.